# Galgula hepara
Galgula hepara là một loài bướm đêm trong họ Noctuidae.